# Sallern

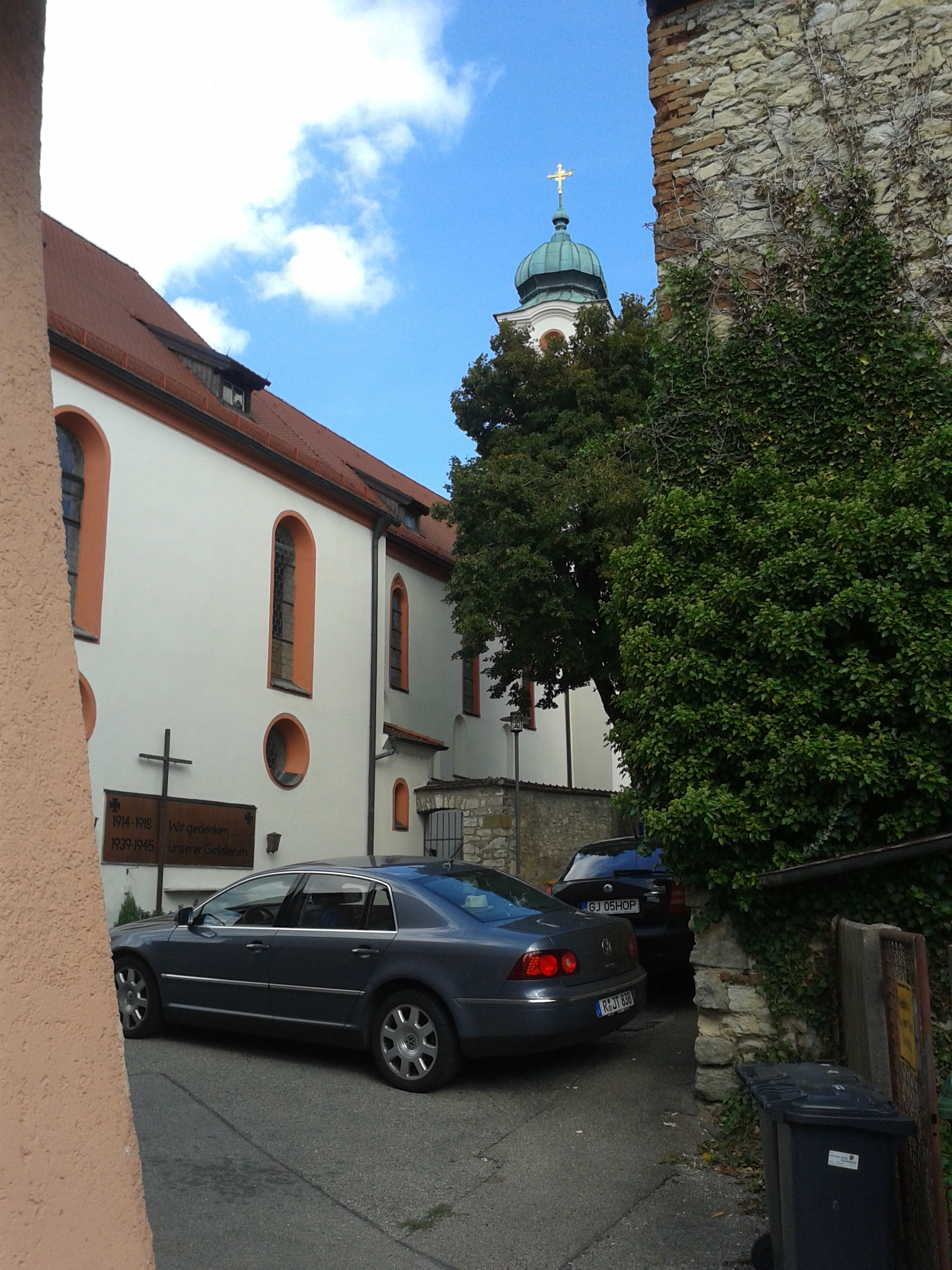
Straße in Sallern – Regensburg; Blick auf Mariä-Himmelfahrts-Kirche

Sallern ist Teil des Stadtbezirks 04 Sallern-Gallingkofen der Stadt Regensburg und die nördlichste Gemarkung im Stadtgebiet. Zwischen dem Regen und den Hängen des Sallerner Berges zieht sich der Ort entlang der alten Handelsstraße von Regensburg nach Amberg hin.

## Geschichte
Der Name Sallern (von keltisch sal: eilen, strömen) wurde bereits verschiedentlich gedeutet. Nach Ernst Schwarz soll der Ortsname bis in die Zeit der Illyrer zurückreichen. Die illyrische Form „salaria“ bedeutet „Leute am Fluss“.  Bei Fundamentierungsarbeiten im Jahr 1830 fand man beim südlichen Ortsausgang von Sallern neben Resten von mindestens zwei Skeletten u. a. ein goldenes Anhängerpaar, welches aus der Zeit der Langobarden stammte. 
Im Mittelalter war Sallern mit seiner Burganlage der Sitz mehrerer Adelsgeschlechter. Vom 11. bis ins 15. Jahrhundert waren es die Saler, die 1435 von den Sattelbogenern abgelöst wurden. Diesen folgten 1469 die Alberger und 1554 die Leublfinger. 
Seit 1810 gehörte Sallern zum Landgericht Regenstauf und ab 1862 zum Bezirksamt Stadtamhof. Ab 1818 gab es mit dem bayerischen Gemeindeedikt in der „Ruralgemeinde“ einen gewählten Gemeindevorsteher – später Bürgermeister genannt. 1924 wurde Sallern, gemeinsam mit den Orten Gallingkofen, Haslbach, Oedenthal, Sallermühle, Vogelherd und Wutzlhofen nach Regensburg eingemeindet.
Heute ist Sallern vor allem bekannt aufgrund der Schule am Sallerner Berg, des Wasserwerks und der Wetterstation des Deutschen Wetterdienstes auf dem Sallerner Berg.

Stadtbezirke
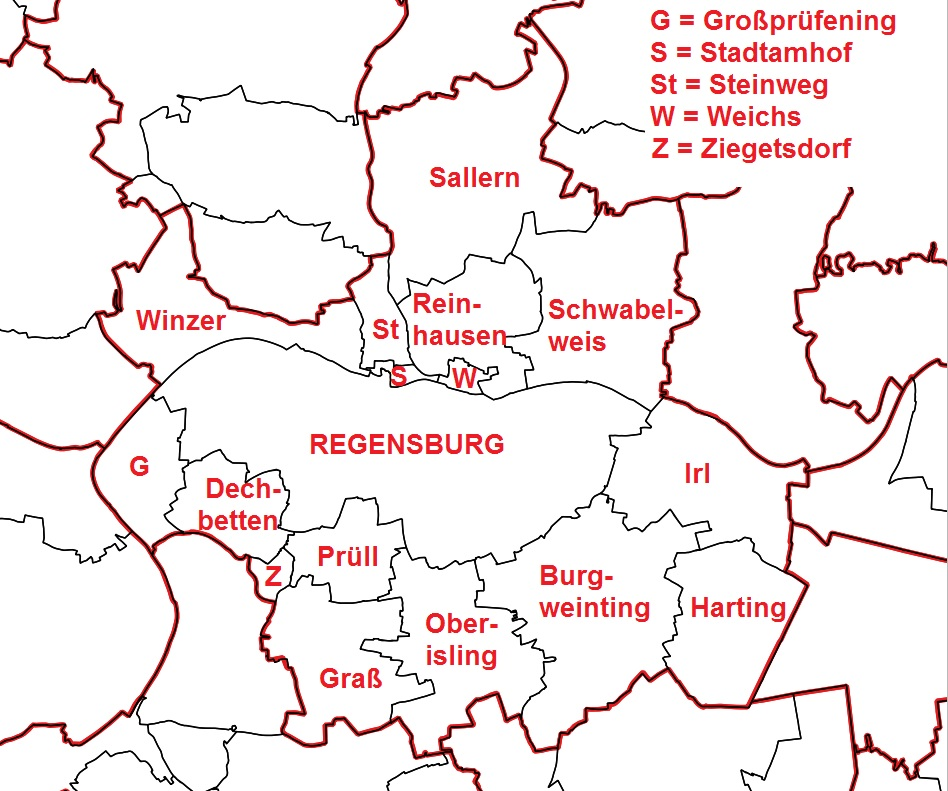
Gemarkungen

## Bauwerke
In Sallern befindet sich die Pfarrkirche Mariä Himmelfahrt. Das Wasserwerk in Sallern stammt aus dem Jahr 1875 und ist damit eines der ältesten in Bayern. 80 Prozent des städtischen Trinkwassers Regensburgs kommt aus drei Brunnen in Sallern.